# Ezinne Okparaebo
Ezinne Okparaebo (Imo; 3 de marzo de 1988) es una atleta noruega de origen nigeriano especializada en la prueba de 60 m, en la que consiguió ser medallista de bronce europea en pista cubierta en 2011.

## Carrera deportiva
En el Campeonato Europeo de Atletismo en Pista Cubierta de 2011 ganó la medalla de bronce en los 60 metros, con un tiempo de 7.20 segundos, tras las ucranianas Olesya Povh (oro con 7.13 segundos) y Mariya Ryemyen (plata con 7.15 segundos).